# Koviojärvi
Koviojärvi är en sjö i Finland. Den ligger i kommunen Taivalkoski i landskapet Norra Österbotten, i den nordöstra delen av landet, 600 km norr om huvudstaden Helsingfors. Koviojärvi ligger 223,8 meter över havet. Arean är 7,32 kvadratkilometer och strandlinjen är 30,57 kilometer lång. Sjön  ingår i Ijo älvs huvudavrinningsområde.   Den sträcker sig 3,7 kilometer i nord-sydlig riktning, och 5,5 kilometer i öst-västlig riktning.
I övrigt finns följande i Koviojärvi:
- Sääskisaari (en ö)
- Lammassaari (en ö)
- Taipaloisensaari (en ö)
- Kulveroinen (en ö)
- Leväsaari (en ö)
- Pyöreäsaari (en ö)
- Nuitikka (en ö)
- Kurvinsaari (en ö)
- Koivusaari (en ö)
- Kaarresaari (en ö)
- Pylkönsaari (en ö)
- Kantala (en ö)
- Kuikkasaari (en ö)
- Isonlahdensaari (en ö)